# Zoeriko Davitasjvili
Zoeriko Davitasjvili (Georgisch: ზურიკო დავითაშვილი; Tbilisi, 15 februari 2001) is een Georgisch voetballer die doorgaans speelt als middenvelder. In juli 2024 verruilde hij Girondins Bordeaux voor Saint-Étienne. Davitasjvili maakte in 2019 zijn debuut in het Georgisch voetbalelftal.

## Clubcarrière
Davitasjvili speelde in de jeugdopleiding van Dinamo Tbilisi en brak in 2017 door bij die club. Op 29 september maakte de middenvelder zijn debuut, toen tegen Kolcheti Poti met 1–1 gelijkgespeeld werd. Hij mocht in de basis starten en werd na tweeënzeventig minuten gewisseld. In januari 2018 verkaste Davitasjvili naar Lokomotivi Tbilisi. Anderhalf jaar later verliet hij Georgië, toen hij de overstap maakte naar Roebin Kazan. Bij de Russische club zette hij zijn handtekening onder een verbintenis voor de duur van vier seizoenen. Davitasjvili werd in augustus 2020 voor het seizoen 2020/21 verhuurd aan Rotor Volgograd.
Medio 2021 stapte hij over naar Arsenal Toela. Davitasjvili keerde in maart 2022 na de Russische invasie van Oekraïne terug naar Georgië, waar hij voor Dinamo Batoemi ging voetballen. Aan het begin van het seizoen 2022/23 huurde Girondins Bordeaux hem voor de rest van de jaargang. Na deze verhuurperiode nam de Franse club hem definitief over voor circa 1,25 miljoen euro. Een jaar later werd hij met winst doorverkocht. Promovendus Saint-Étienne nam de middenvelder over voor circa zes miljoen euro.

## Clubstatistieken
| Seizoen | Club                 | Competitie    | Competitie | Competitie | Beker | Beker | Internationaal | Internationaal | Totaal | Totaal |
| Seizoen | Club                 | Competitie    | Wed.       | Dlp.       | Wed.  | Dlp.  | Wed.           | Dlp.           | Wed.   | Dlp.   |
| ------- | -------------------- | ------------- | ---------- | ---------- | ----- | ----- | -------------- | -------------- | ------ | ------ |
| 2017    | Dinamo Tbilisi       | Erovnuli Liga | 6          | 0          | 0     | 0     | —              | —              | 6      | 0      |
| 2018    | Lokomotivi Tbilisi   | Erovnuli Liga | 19         | 3          | 0     | 0     | —              | —              | 19     | 3      |
| 2019    | Lokomotivi Tbilisi   | Erovnuli Liga | 10         | 0          | 0     | 0     | —              | —              | 10     | 0      |
| 2019/20 | Roebin Kazan         | Premjer-Liga  | 26         | 2          | 0     | 0     | —              | —              | 26     | 2      |
| 2020/21 | Roebin Kazan         | Premjer-Liga  | 2          | 0          | 0     | 0     | —              | —              | 2      | 0      |
| 2020/21 | → Rotor Volgograd    | Premjer-Liga  | 20         | 0          | 0     | 0     | —              | —              | 20     | 0      |
| 2021/22 | Arsenal Toela        | Premjer-Liga  | 20         | 3          | 3     | 1     | —              | —              | 23     | 4      |
| 2022    | Dinamo Batoemi       | Erovnuli Liga | 14         | 6          | 0     | 0     | —              | —              | 14     | 6      |
| 2022/23 | → Girondins Bordeaux | Ligue 2       | 30         | 5          | 2     | 1     | —              | —              | 32     | 6      |
| 2023/24 | Girondins Bordeaux   | Ligue 2       | 37         | 8          | 2     | 0     | —              | —              | 39     | 8      |
| 2024/25 | Saint-Étienne        | Ligue 1       | 33         | 9          | 1     | 0     | —              | —              | 34     | 9      |
| Totaal  | Totaal               | Totaal        | 217        | 36         | 8     | 2     | 0              | 0              | 225    | 38     |

Bijgewerkt op 24 juni 2025.

## Interlandcarrière
Davitasjvili maakte zijn debuut in het Georgisch voetbalelftal op 5 september 2019, toen met 2–2 gelijkgespeeld werd tegen Zuid-Korea. Hwang Ui-jo scoorde tweemaal voor Zuid-Korea en namens Georgië kwamen de namen van Jano Ananidze en Giorgi Kvilitaia op het scorebord. Davitasjvili mocht van bondscoach Vladimír Weiss in de basis beginnen en hij werd zeventien minuten voor tijd naar de kant gehaald ten faveure van Saba Lobzjanidze. Op 8 september 2021 kwam de middenvelder voor het eerst tot scoren tijdens zijn tiende interlandoptreden. Tijdens een vriendschappelijke wedstrijd tegen Bulgarije bepaalde hij de eindstand op 4–1 nadat de Bulgaren Todor Nedelev, Dimitar Iliev, Spas Delev en Andrea Hristov hadden gescoord.
In mei 2024 werd Davitasjvili door bondscoach Willy Sagnol opgenomen in de selectie van Georgië voor het EK 2024 in Duitsland. Georgië overleefde de groepsfase na een nederlaag tegen Turkije (3–1), een gelijkspel tegen Tsjechië (1–1) en een overwinning op Portugal (2–0), waarna Spanje in de achtste finales met 4–1 te sterk was. Davitasjvili speelde in alle wedstrijden mee. Zijn toenmalige clubgenoot Žan Vipotnik (Slovenië) was ook actief op het EK.
| Interlands van Zoeriko Davitasjvili voor Georgië | Interlands van Zoeriko Davitasjvili voor Georgië | Interlands van Zoeriko Davitasjvili voor Georgië | Interlands van Zoeriko Davitasjvili voor Georgië | Interlands van Zoeriko Davitasjvili voor Georgië | Interlands van Zoeriko Davitasjvili voor Georgië |
| №                                                | Datum                                            | Wedstrijd                                        | Uitslag                                          | Competitie                                       | Goals                                            |
| Als speler bij Roebin Kazan                      | Als speler bij Roebin Kazan                      | Als speler bij Roebin Kazan                      | Als speler bij Roebin Kazan                      | Als speler bij Roebin Kazan                      | Als speler bij Roebin Kazan                      |
| ------------------------------------------------ | ------------------------------------------------ | ------------------------------------------------ | ------------------------------------------------ | ------------------------------------------------ | ------------------------------------------------ |
| 1                                                | 5 september 2019                                 | Zuid-Korea – Georgië                             | 2 – 2                                            | Vriendschappelijk                                |                                                  |
| 2                                                | 15 november 2019                                 | Zwitserland – Georgië                            | 1 – 0                                            | EK 2020 kwalificatie                             |                                                  |
| Als speler bij Rotor Volgograd                   |                                                  |                                                  |                                                  |                                                  |                                                  |
| 3                                                | 8 september 2020                                 | Georgië – Noord-Macedonië                        | 1 – 1                                            | Nations League 2020/21                           |                                                  |
| 4                                                | 12 november 2020                                 | Georgië – Noord-Macedonië                        | 0 – 1                                            | EK 2020 kwalificatie                             |                                                  |
| 5                                                | 15 november 2020                                 | Georgië – Armenië                                | 1 – 2                                            | Nations League 2020/21                           |                                                  |
| 6                                                | 18 november 2020                                 | Georgië – Estland                                | 0 – 0                                            | Nations League 2020/21                           |                                                  |
| 7                                                | 6 juni 2021                                      | Nederland – Georgië                              | 3 – 0                                            | Vriendschappelijk                                |                                                  |
| Als speler bij Arsenal Toela                     |                                                  |                                                  |                                                  |                                                  |                                                  |
| 8                                                | 2 september 2021                                 | Georgië – Kosovo                                 | 0 – 1                                            | WK 2022 kwalificatie                             |                                                  |
| 9                                                | 5 september 2021                                 | Spanje – Georgië                                 | 4 – 0                                            | WK 2022 kwalificatie                             |                                                  |
| 10                                               | 8 september 2021                                 | Bulgarije – Georgië                              | 4 – 1                                            | Vriendschappelijk                                | 77'                                              |
| 11                                               | 9 oktober 2021                                   | Georgië – Griekenland                            | 0 – 2                                            | WK 2022 kwalificatie                             |                                                  |
| 12                                               | 12 oktober 2021                                  | Kosovo – Georgië                                 | 1 – 2                                            | WK 2022 kwalificatie                             | 82'                                              |
| 13                                               | 11 november 2021                                 | Georgië – Zweden                                 | 2 – 0                                            | WK 2022 kwalificatie                             |                                                  |
| 14                                               | 15 november 2021                                 | Georgië – Oezbekistan                            | 1 – 0                                            | Vriendschappelijk                                |                                                  |
| Als speler bij Dinamo Batoemi                    |                                                  |                                                  |                                                  |                                                  |                                                  |
| 15                                               | 25 maart 2022                                    | Bosnië en Herzegovina – Georgië                  | 0 – 1                                            | Vriendschappelijk                                |                                                  |
| 16                                               | 29 maart 2022                                    | Albanië – Georgië                                | 0 – 0                                            | Vriendschappelijk                                |                                                  |
| 17                                               | 5 juni 2022                                      | Bulgarije – Georgië                              | 2 – 5                                            | Nations League 2022/23                           | 4'                                               |
| 18                                               | 9 juni 2022                                      | Noord-Macedonië – Georgië                        | 0 – 3                                            | Nations League 2022/23                           |                                                  |
| 19                                               | 12 juni 2022                                     | Georgië – Bulgarije                              | 0 – 0                                            | Nations League 2022/23                           |                                                  |
| Als speler bij Girondins Bordeaux                |                                                  |                                                  |                                                  |                                                  |                                                  |
| 20                                               | 23 september 2022                                | Georgië – Noord-Macedonië                        | 2 – 0                                            | Nations League 2022/23                           |                                                  |
| 21                                               | 26 september 2022                                | Gibraltar – Georgië                              | 1 – 2                                            | Nations League 2022/23                           |                                                  |
| 22                                               | 17 november 2022                                 | Marokko – Georgië                                | 3 – 0                                            | Vriendschappelijk                                |                                                  |
| 23                                               | 25 maart 2023                                    | Georgië – Monaco                                 | 6 – 1                                            | Vriendschappelijk                                |                                                  |
| 24                                               | 28 maart 2023                                    | Georgië – Noorwegen                              | 1 – 1                                            | EK 2024 kwalificatie                             |                                                  |
| 25                                               | 17 juni 2023                                     | Cyprus – Georgië                                 | 1 – 3                                            | EK 2024 kwalificatie                             | 84'                                              |
| 26                                               | 20 juni 2023                                     | Schotland – Georgië                              | 2 – 0                                            | EK 2024 kwalificatie                             |                                                  |
| 27                                               | 8 september 2023                                 | Georgië – Spanje                                 | 1 – 7                                            | EK 2024 kwalificatie                             |                                                  |
| 28                                               | 12 september 2023                                | Noorwegen – Georgië                              | 2 – 1                                            | EK 2024 kwalificatie                             |                                                  |
| 29                                               | 12 oktober 2023                                  | Georgië – Thailand                               | 8 – 0                                            | Vriendschappelijk                                | 9', 44'                                          |
| 30                                               | 15 oktober 2023                                  | Georgië – Cyprus                                 | 4 – 0                                            | EK 2024 kwalificatie                             |                                                  |
| 31                                               | 16 november 2023                                 | Georgië – Schotland                              | 2 – 2                                            | EK 2024 kwalificatie                             |                                                  |
| 32                                               | 19 november 2023                                 | Spanje – Georgië                                 | 3 – 1                                            | EK 2024 kwalificatie                             |                                                  |
| 33                                               | 21 maart 2024                                    | Georgië – Luxemburg                              | 2 – 0                                            | EK 2024 kwalificatie                             |                                                  |
| 34                                               | 26 maart 2024                                    | Georgië – Griekenland                            | 0 – 0 (4 – 2 n.s.)                               | EK 2024 kwalificatie                             |                                                  |
| 35                                               | 9 juni 2024                                      | Montenegro – Georgië                             | 1 – 3                                            | Vriendschappelijk                                |                                                  |
| 36                                               | 18 juni 2024                                     | Turkije – Georgië                                | 3 – 1                                            | EK 2024                                          |                                                  |
| 37                                               | 22 juni 2024                                     | Georgië – Tsjechië                               | 1 – 1                                            | EK 2024                                          |                                                  |
| 38                                               | 26 juni 2024                                     | Georgië – Portugal                               | 2 – 0                                            | EK 2024                                          |                                                  |
| 39                                               | 30 juni 2024                                     | Spanje – Georgië                                 | 4 – 1                                            | EK 2024                                          |                                                  |
| Als speler bij Saint-Étienne                     |                                                  |                                                  |                                                  |                                                  |                                                  |
| 40                                               | 7 september 2024                                 | Georgië – Tsjechië                               | 4 – 1                                            | Nations League 2024/25                           |                                                  |
| 41                                               | 10 september 2024                                | Albanië – Georgië                                | 0 – 1                                            | Nations League 2024/25                           |                                                  |
| 42                                               | 11 oktober 2024                                  | Oekraïne – Georgië                               | 1 – 0                                            | Nations League 2024/25                           |                                                  |
| 43                                               | 14 oktober 2024                                  | Georgië – Albanië                                | 0 – 1                                            | Nations League 2024/25                           |                                                  |
| 44                                               | 16 november 2024                                 | Georgië – Oekraïne                               | 1 – 1                                            | Nations League 2024/25                           |                                                  |
| 45                                               | 19 november 2024                                 | Tsjechië – Georgië                               | 2 – 1                                            | Nations League 2024/25                           |                                                  |
| 46                                               | 20 maart 2025                                    | Armenië – Georgië                                | 0 – 3                                            | Nations League 2024/25                           |                                                  |

Bijgewerkt op 24 juni 2025.